# Libertas Trogylos Basket 1998-1999
La stagione 1998-1999 della Libertas Trogylos Basket è stata la tredicesima consecutiva disputata in Serie A1 femminile.
Sponsorizzata dall'Isab Energy, la società siracusana si è classificata al quarto posto nella massima serie ed è uscita in semifinale play-off contro Como.

## Verdetti stagionali
Competizioni nazionali
- Serie A1:

stagione regolare: 4º posto su 14 squadre (16-10);
play-off: eliminato in semifinale da Como (2-3).
- Coppa Italia:

eliminato in semifinale della Final Four (2-1).
Competizioni internazionali
- Coppa Ronchetti:

eliminato in semifinale da Islas Canarias (7-5).

## Rosa
| Giocatrici |
| ---------- |

| N° | Naz.                   | Ruolo | Sportivo           | Anno | Alt. |  |
| -- | ---------------------- | ----- | ------------------ | ---- | ---- |  |
|    | Stati Uniti (bandiera) | AC    | Tangela Smith      | 1977 | 191  |  |
|    | Italia (bandiera)      | PG    | Susanna Bonfiglio  | 1974 | 178  |  |
|    | Italia (bandiera)      | G     | Silvia Gottardi    | 1976 | 178  |  |
|    | Stati Uniti (bandiera) | C     | Travesa Gant       | 1971 | 183  |  |
|    | Italia (bandiera)      | P     | Rita La Rosa       | 1976 | 174  |  |
|    | Argentina (bandiera)   | A     | Iris Ferazzoli     | 1972 | 178  |  |
|    | Italia (bandiera)      | G     | Sofia Vinci        | 1966 | 175  |  |
|    | Bulgaria (bandiera)    | AC    | Saška Aleksandrova | 1965 | 183  |  |
|    | Italia (bandiera)      | C     | Tania Ferrazza     | 1974 | 196  |  |
|    | Italia (bandiera)      | GA    | Claudia Peracchia  | 1972 | 175  |  |

| Staff tecnico             |
| ------------------------- |
| Allenatore: Santino Coppa |

| Nella rosa della Coppa Ronchetti |
| -------------------------------- |

| N° | Naz.              | Ruolo | Sportivo            | Anno | Alt. |  |
| -- | ----------------- | ----- | ------------------- | ---- | ---- |  |
|    | Italia (bandiera) | G     | Daniela Altamore    | 1972 | 172  |  |
|    | Italia (bandiera) | A     | Valentina Bonfiglio | 1979 | 180  |  |
|    | Italia (bandiera) |       | Patrizia Giordano   | 1967 |      |  |
|    | Italia (bandiera) | C     | Valeria Puglisi     | 1978 | 182  |  |
|    | Italia (bandiera) | A     | Stefania Tiralongo  | 1981 | 192  |  |

## Statistiche

### In campionato
| Giocatrice   | Gare | Punti | Minuti | Falli | Falli | Tiri da due | Tiri da due | Tiri da due | Tiri da tre | Tiri da tre | Tiri da tre | Tiri liberi | Tiri liberi | Tiri liberi | Rimbalzi | Rimbalzi | Palle | Palle | Assist | Val. |
| Giocatrice   | Gare | Punti | Minuti | C     | S     | R           | T           | %           | R           | T           | %           | R           | T           | %           | O        | D        | P     | R     | Assist | Val. |
| ------------ | ---- | ----- | ------ | ----- | ----- | ----------- | ----------- | ----------- | ----------- | ----------- | ----------- | ----------- | ----------- | ----------- | -------- | -------- | ----- | ----- | ------ | ---- |
| Smith        | 26   | 528   | 953    | 79    | 105   | 223         | 425         | 52,5        | 0           | 4           | 0,0         | 82          | 125         | 65,6        | 81       | 126      | 52    | 49    | 7      | 516  |
| Bonfiglio S. | 22   | 353   | 665    | 45    | 110   | 106         | 215         | 49,3        | 8           | 22          | 36,4        | 117         | 137         | 85,4        | 17       | 53       | 47    | 58    | 22     | 378  |
| Gottardi     | 26   | 329   | 912    | 57    | 64    | 112         | 207         | 54,1        | 14          | 51          | 27,5        | 63          | 85          | 74,1        | 17       | 44       | 44    | 72    | 13     | 284  |
| Gant         | 26   | 297   | 929    | 82    | 85    | 100         | 185         | 54,1        | 11          | 35          | 31,4        | 64          | 87          | 73,6        | 64       | 111      | 61    | 70    | 13     | 365  |
| La Rosa      | 24   | 123   | 641    | 54    | 28    | 12          | 40          | 30,0        | 29          | 92          | 31,5        | 12          | 27          | 44,4        | 5        | 25       | 30    | 35    | 9      | 35   |
| Ferrazzoli   | 14   | 65    | 333    | 45    | 20    | 18          | 50          | 36,0        | 5           | 21          | 23,8        | 14          | 20          | 70,0        | 15       | 27       | 24    | 19    | 13     | 36   |
| Vinci        | 19   | 33    | 364    | 34    | 10    | 6           | 20          | 30,0        | 4           | 20          | 20,0        | 9           | 14          | 64,3        | 3        | 15       | 10    | 11    | 5      | -2   |
| Aleksandrova | 18   | 28    | 159    | 22    | 9     | 12          | 25          | 48,0        | 0           | 0           |             | 4           | 9           | 44,4        | 10       | 9        | 9     | 6     | 1      | 14   |
| Ferrazza     | 17   | 21    | 192    | 32    | 7     | 9           | 26          | 34,6        | 0           | 0           |             | 3           | 5           | 60,0        | 7        | 12       | 11    | 9     | 0      | -6   |
| Peracchia    | 6    | 9     | 52     | 5     | 6     | 3           | 12          | 25,0        | 0           | 0           |             | 3           | 4           | 75,0        | 0        | 1        | 1     | 2     | 1      | 3    |

### In Coppa Ronchetti
| Giocatrice       | Gare | Minuti | Tiri   | Tiri | Tiri da due | Tiri da due | Tiri da tre | Tiri da tre | Tiri liberi | Tiri liberi | Rimbalzi | Rimbalzi | Rimbalzi | Assist | Palle | Palle | Falli | Punti |
| Giocatrice       | Gare | Minuti | R/T    | %    | R/T         | %           | R/T         | %           | R/T         | %           | O        | D        | T        | Assist | P     | R     | Falli | Punti |
| ---------------- | ---- | ------ | ------ | ---- | ----------- | ----------- | ----------- | ----------- | ----------- | ----------- | -------- | -------- | -------- | ------ | ----- | ----- | ----- | ----- |
| Smith, T.        | 12   | 425    | 93/169 | 55.0 | 93/169      | 55.0        | 0/0         | 0.0         | 37/48       | 77.1        | 22       | 65       | 87       | 4      | 35    | 31    | 38    | 223   |
| Gant, T.         | 12   | 443    | 69/107 | 64.5 | 65/98       | 66.3        | 4/9         | 44.4        | 43/61       | 70.5        | 32       | 67       | 99       | 9      | 29    | 33    | 33    | 185   |
| Gottardi, S.     | 12   | 376    | 58/119 | 48.7 | 47/92       | 51.1        | 11/27       | 40.7        | 32/35       | 91.4        | 4        | 23       | 27       | 7      | 45    | 30    | 33    | 159   |
| Bonfiglio, S.    | 10   | 293    | 50/103 | 48.5 | 49/96       | 51.0        | 1/7         | 14.3        | 44/57       | 77.2        | 9        | 19       | 28       | 26     | 23    | 21    | 34    | 145   |
| Ferazzoli, I.    | 8    | 172    | 21/43  | 48.8 | 19/34       | 55.9        | 2/9         | 22.2        | 11/15       | 73.3        | 11       | 17       | 28       | 5      | 13    | 12    | 24    | 55    |
| La Rosa, R.      | 11   | 298    | 11/49  | 22.4 | 7/19        | 36.8        | 4/30        | 13.3        | 5/7         | 71.4        | 6        | 9        | 15       | 11     | 16    | 23    | 29    | 31    |
| Vinci, S.        | 10   | 211    | 5/22   | 22.7 | 4/11        | 36.4        | 1/11        | 9.1         | 12/18       | 66.7        | 1        | 7        | 8        | 6      | 10    | 8     | 29    | 23    |
| Aleksandrova, S. | 9    | 77     | 7/17   | 41.2 | 7/16        | 43.8        | 0/1         | 0.0         | 7/9         | 77.8        | 4        | 6        | 10       | 2      | 6     | 1     | 10    | 21    |
| Ferrazza, T.     | 3    | 49     | 5/10   | 50.0 | 5/10        | 50.0        | 0/0         | 0.0         | 1/2         | 50.0        | 3        | 5        | 8        | 2      | 5     | 3     | 9     | 11    |
| Bonfiglio, V.    | 2    | 22     | 2/5    | 40.0 | 2/4         | 50.0        | 0/1         | 0.0         | 1/2         | 50.0        | 1        | 2        | 3        | 1      | 5     | 0     | 2     | 5     |
| Peracchia, C.    | 3    | 23     | 0/2    | 0.0  | 0/2         | 0.0         | 0/0         | 0.0         | 0/2         | 0.0         | 0        | 1        | 1        | 0      | 3     | 1     | 5     | 0     |
| Puglisi, V.      | 2    | 11     | 0/2    | 0.0  | 0/2         | 0.0         | 0/0         | 0.0         | 0/0         | 0.0         | 1        | 0        | 1        | 0      | 2     | 1     | 0     | 0     |